# Giuseppe Giordani
Giuseppe Giordani, Giordano, zwany Giordaniello lub Giordanello (ur. 9 grudnia 1743 w Neapolu, zm. 4 stycznia 1798 w Fermo) – włoski kompozytor.

## Życiorys
Niekiedy błędnie był uznawany za krewnego innego włoskiego kompozytora, Tommaso Giordaniego, z którym w rzeczywistości nie łączyły go żadne więzy. Studiował w Conservatorio Santa di Loreto w Neapolu u Fedele Fenarolego, jego szkolnymi kolegami byli Domenico Cimarosa i Niccolò Antonio Zingarelli. W 1771 roku wystawił w Pizie swoją pierwszą operę, L’astuto in imbroglio, a w 1775 roku w Neapolu pierwsze oratorium, La fuga in Egitto. W 1779 roku na uroczystość otwarcia Teatro degli Intrepidi we Florencji skomponował operę Epponina. Od 1791 roku pełnił funkcję kapelmistrza katedry w Fermo. 
Był autorem około 30 dzieł scenicznych, m.in. Tito Manlio (wyst. Genua 1784), Ifigenia in Aulide (wyst. Rzym 1786), 'I tre fratelli ridicoli (wyst. Rzym 1788), La disfatta di Dario (wyst. Mediolan 1789), Don Mitrillo contrastato (wyst. Wenecja 1791). Pisał też oratoria, arie i duety. Jego opery był wystawiane także poza Włochami, w 1787 roku w Warszawie miały swoje premiery Elpinice (wyst. Bolonia 1782 ) i La vestale (wyst. Mantua 1786).